# Chicago 16
Chicago 16 es el nombre del decimotercer álbum de estudio de la banda de rock estadounidense Chicago. Fue lanzado al mercado por Full Moon y Warner Bros. el 7 de junio de 1982. Fue producido por David Foster.
Se le considera un álbum de regreso, ya que consiguió un Disco de Platino, después de que los trabajos previos tuvieran menos éxito que los anteriores.
Tiene el éxito comercial "Hard to say I'm sorry", que supuso su segundo N.º 1 en USA.

## Lista de canciones
| Chicago 16 |                                  |                                           |           |  |
| N.º        | Título                           | Escritor(es)                              | Duración  |  |
| 1.         | «What You're Missing»            | Jay Gruska, Joseph Williams               | 4:10/3:29 |  |
| 2.         | «Waiting fo You to Decide»       | David Foster, Steve Lukather, David Paich | 4:06      |  |
| 3.         | «Bad Advice»                     | Peter Cetera, David Foster, James Pankow  | 2:58      |  |
| 4.         | «Chains»                         | Peter Cetera, Ian Thomas                  | 3:22      |  |
| 5.         | «Hard to Say I'm Sorry/Get Away» | Peter Cetera, David Foster, Robert Lamm   | 5:06      |  |
| 6.         | «Follow Me»                      | Peter Cetera, James Pankow                | 4:53      |  |
| 7.         | «Sonny Think Twice»              | Bill Champlin, Danny Seraphine            | 4:01      |  |
| 8.         | «What Can I Say»                 | David Foster, James Pankow                | 3:49      |  |
| 9.         | «Resuce Me»                      | Peter Cetera, David Foster                | 3:57      |  |
| 10.        | «Love Me Tomorrow»               | Peter Cetera, David Foster                | 5:06      |  |

- Datos: Q3667591